# Benedikt Duda
Pour les articles homonymes, voir Duda.
Benedikt Duda, né le 4 avril 1994 à Gummersbach, est un pongiste allemand. Il a notamment été double champion d'Europe par équipe et champion d'Allemagne en simple. Il est parfois surnommé "the Dude" ("le mec", "le gars") par les commentateurs anglophones en référence à son nom de famille.

## Biographie
Benedikt Duda commence le tennis de table à l'âge de 10 ans. Son père est un ancien pongiste professionnel qui jouait au TTC Schwalbe à Bergneustadt, ville où il a grandi.
Il est champion d'Europe par équipes en 2019 et en 2021,. Il gagne également une médaille d'argent aux championnats du monde par équipes 2022 à Chengdu, et aux Jeux olympiques d'été 2020 à Tokyo,,.
Il gagne l'Open d'Allemagne de 2020 en double messieurs avec Patrick Franziska. La même année il perd en finale de l'Open d'Espagne par 4 set à 3 contre Kirill Gerassimenko.
Il est champion d'Allemagne en individuel en 2021. Il remporte à domicile le WTT Feeder de Düsseldorf après sa victoire contre Álvaro Robles en finale.
En 2022, il perd en finale du WTT Feeder de Westchester face à Chuan Chih-yuan par 4 set à 3. Il s'incline aussi contre Dimitrij Ovtcharov en finale du WTT Feeder III de Düsseldorf.
Il est sponsorisé par la marque Victas. Il est le 37e joueur mondial en septembre 2023.
En septembre 2023, il est vice-champion d'Europe par équipe avec Timo Boll, Ricardo Walther, Kay Stumper et Cedric Meissner, à Malmö (Suède).
Il est vice-champion d'Europe en simple en octobre 2024, après avoir battu en quarts de finale Félix Lebrun, 5e joueur mondial et double médaillé de bronze aux Jeux olympiques d'été de 2024. Il s'incline en finale contre son frère Alexis (4 manches à 0). Il bat à nouveau Félix Lebrun en décembre de la même année aux WTT Finals Fukuoka (3 manches à 2).
Il s'illustre par la suite au WTT Champions de Montpellier en battant les Chinois Lin Gaoyuan, alors 6e mondial, et Liang Jingkun, alors 4ème mondial.

## Parcours en club
Il a joué pour le club du RP-SG Mavericks Kolkata en 2019 dans la ligue indienne de l'UTT (Ultimate Table Tennis).
En 2023, il joue dans le même club que son père au TTC Schwalbe Bergneustadt.